# Včela trpasličí
Včela trpasličí Apis andreniformis Smith, 1858 je asijský druh včely zařazený do podrodu drobných včel Micrapis.

## Rozšíření

Oblast výskytu druhu včela trpasličí

Areál výskytu včely trpasličí není dosud (2008) dostatečně prozkoumán. Výskyt byl zjištěn v jihovýchodní části čínské provincie Jün-nan, ve Vietnamu, v severovýchodních oblastech Indie, podél východní hranice Nepálu, na jihu až po Malajský poloostrov včetně.
Včela trpasličí velikostí i vzhledem připomíná včelu květnou. Zásadní rozdíl je však patrný ve stavbě plástu. Zatímco včela květná staví buňky paprsčitě kolem větve a teprve na visuté části plástu buňky horizontální, včela trpasličí vytváří buňky horizontální po celé ploše plástu včetně prostoru kolem větve.